# Belarussische U20-Eishockeynationalmannschaft
Die belarussische U20-Eishockeynationalmannschaft vertritt den Eishockeyverband Belarus’ im Eishockey in der U20-Junioren-Leistungsstufe bei internationalen Wettbewerben. Ihre bisher beste Platzierungen waren zwei neunte Plätze bei den U20-Weltmeisterschaften 2001 und 2002. 2016 spielte die Mannschaft erstmals nach neun Jahren wieder in der Top-Division, konnte aber den sofortigen Wiederabstieg nicht vermeiden.

## Geschichte

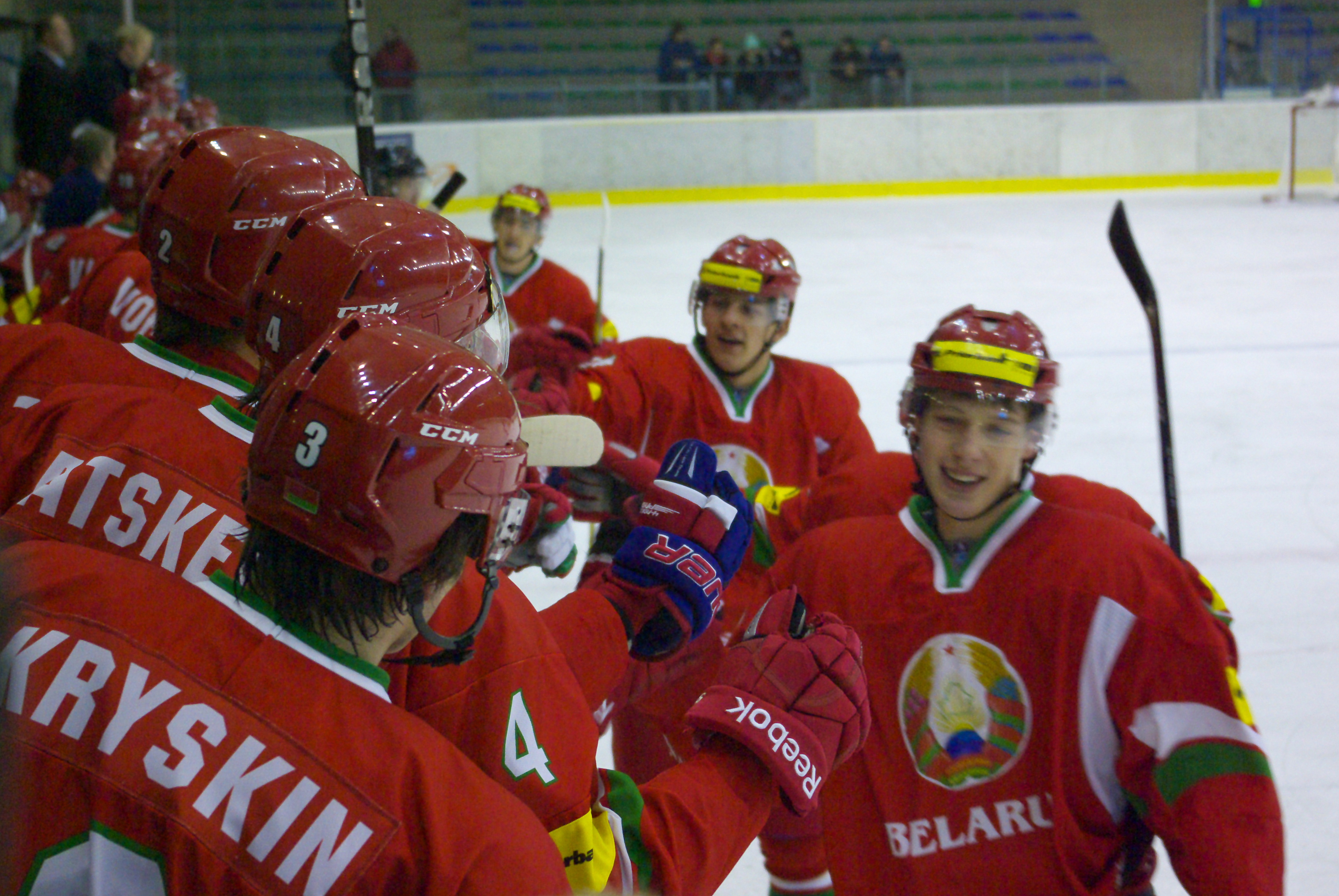
Die belarussische U20-Auswahl feiert einen Treffer beim Spiel gegen Dänemark am 18. Dezember 2013 in Sanok.

Bereits vor Auflösung der Sowjetunion gab es eine belarussische Landesauswahl der Junioren, die gegen Auswahlmannschaften anderer Sowjetrepubliken, aber auch des Auslands antrat. Diese bestritt ihr erstes Spiel am 1978 in Minsk mit einem 11:1-Erfolg über Schweden. Als eigenständige Nationalmannschaft ging die Mannschaft 1992 aus der U20-Eishockeynationalmannschaft der Gemeinschaft Unabhängiger Staaten hervor.  Sie nahm erstmals 1993 an der Weltmeisterschaft teil und steht damit auch in der Tradition der sowjetischen Juniorenauswahl. Bis einschließlich 1998 deckte die U20-Nationalmannschaft den kompletten Juniorenbereich bei den Weltmeisterschaften ab, während die U19-Nationalmannschaft an den Junioren-Europameisterschaften teilnahm. Seit der Einführung der U18-Weltmeisterschaften 1999 vertritt die U20-Nationalmannschaft Belarus bei Weltmeisterschaften ausschließlich die Leistungsstufe der U20-Junioren.
Die belarussische U20-Auswahl spielt überwiegend in der zweithöchsten Leistungsstufe bei Weltmeisterschaften (seit 2001: Division I, zuvor B-Weltmeisterschaft). 1995 nahm die Mannschaft erstmals an der C1-WM teil, nachdem sie zuvor zweimal in der Qualifikation gescheitert war. Zwei Jahre später gelang der Aufstieg in die B-Gruppe der Junioren-Weltmeisterschaften, dem schon 1998 der nächste Aufstieg in die A-Gruppe folgte. Dort konnten sich die Belarussen jedoch nicht halten und stiegen mit fünf Niederlagen aus sechs Spielen – lediglich gegen Kasachstan gelang in der Vorrunde ein 2:2-Unentschieden – umgehend wieder ab. Dem sofortigen Wiederaufstieg folgte der zweimalige Klassenerhalt, bevor 2003 erneut der Abstieg hingenommen werden musste. 2005 und 2007 nahm die belarussische Mannschaft noch zweimal an der Top-Division teil, musste dort jedoch den sofortigen Wiederabstieg hinnehmen. Bei der U20-WM 2016 spielten die Belarussen erstmals nach neun Jahren erstklassig, mussten aber nach insgesamt sechs Niederlagen aus sechs Spielen den sofortigen Wiederabstieg hinnehmen. Auch 2018 gelang der Klassenerhalt nicht.
Seit 2016 nimmt die U20-Auswahl am regulären Spielbetrieb der belarussischen Extraliga teil.

## WM-Platzierungen
- 1993 – Quali zur C-WM, 3. Platz
- 1994 – Quali zur C-WM, 4. Platz
- 1995 – C1-WM, 4. Platz
- 1996 – C-WM, 4. Platz
- 1997 – C-WM, 1. Platz
- 1998 – B-WM, 1. Platz
- 1999 – 10. Platz
- 2000 – B-WM, 1. Platz
- 2001 – 9. Platz
- 2002 – 9. Platz
- 2003 – 10. Platz
- 2004 – Div. I, 1. Platz
- 2005 – 10. Platz (Abstieg)
- 2006 – Div. I, 1. Platz
- 2007 – 10. Platz
- 2008 – Div. I, 2. Platz
- 2009 – Div. I, 2. Platz
- 2010 – Div. I, 2. Platz
- 2011 – Div. I, 2. Platz
- 2012 – Div. IA, 2. Platz
- 2013 – Div. IA, 2. Platz
- 2014 – Div. IA, 3. Platz
- 2015 – Div. IA, 1. Platz
- 2016 – 10. Platz
- 2017 – Div. IA, 1. Platz
- 2018 – 10. Platz
- 2019 – Div. IA, 2. Platz
- 2020 – Div. IA, 3. Platz
- 2021 – keine Austragung
- 2022 – Div. IA, 1. Platz